# Frente del Norte de Europa
El Frente del Norte de Europa engloba a las múltiples campañas y operaciones militares llevadas a cabo en Escandinavia por las diversas naciones que participaron en la Segunda Guerra Mundial. A diferencia del Frente Oriental y del Frente Occidental, el frente se encontró disperso geográficamente y temporalmente, además, no incluyó siempre a las mismas naciones.
El frente del norte de Europa fue abierto inicialmente por la Unión Soviética al intentar anexar a Finlandia. Cerrado temporalmente, fue reabierto cuando Alemania ocupó a Noruega y Dinamarca. Aprovechándose de la desastrosa situación militar de la Unión Soviética en 1941, Finlandia ocupó Carelia, pero fue vencida de nuevo, y al final fue obligada a enfrentarse a su otrora aliado Alemania.
Las campañas militares llevadas a cabo en Escandinavia y en las cercanías durante la Segunda Guerra Mundial pueden dividirse en cuatro etapas:
- Guerra de Invierno
- Campaña de Noruega
- Guerra de Continuación
- Guerra de Laponia

Además de otras operaciones menores:
- Operación Fork (invasión aliada de Islandia)
- Operación de San Valentín (invasión aliada de las islas Feroe)
- Bombardeos alemanes en Jan Mayen

Los países que enviaron cantidades importantes de sus ejércitos a este frente fueron: Alemania, Dinamarca, Finlandia, Gran Bretaña, Noruega y la Unión Soviética. Voluntarios de Francia, Suecia y otros países también participaron, si bien sus contribuciones no fueron determinantes.

## Antecedentes
La situación de los países nórdicos al inicio de la Segunda Guerra Mundial era de absoluta neutralidad. Suecia y Noruega recibían continuamente ofrecimientos de parte de Gran Bretaña para formar un frente contra Alemania, pero estas naciones juzgaron correctamente que esta alianza las beneficiaría muy poco a ellas, que de hecho tenían un activo comercio con Alemania. Por su parte, Finlandia tenía fuertes vínculos con Alemania que se afianzaron cuando recibió ayuda de Alemania durante su lucha por su independencia de Rusia en 1917. Sin embargo, Finlandia conocía su posición de inferioridad militar ante la Unión Soviética y ninguna simpatía por Alemania la haría desafiar a la Unión Soviética, además, los gobernantes finlandeses no veían con buenos ojos a los nazis. Por su parte, Dinamarca había luchado por establecer una posición de neutralidad similar a la de Suiza, tanto así, que inicialmente rechazó los ofrecimientos de los Aliados de recibir territorio alemán al finalizar la Primera Guerra Mundial ya que, entre otras cosas, no deseaba molestar Alemania.
Estas posiciones extremadamente cautelosas de las naciones escandinavas no las ayudaron a escapar de la Segunda Guerra Mundial, ya que las luchas entre las potencias europeas las arrastraron contra su voluntad a todas, exceptuando Suecia, hacia el peor conflicto de la historia de la humanidad.

## Guerra de Invierno

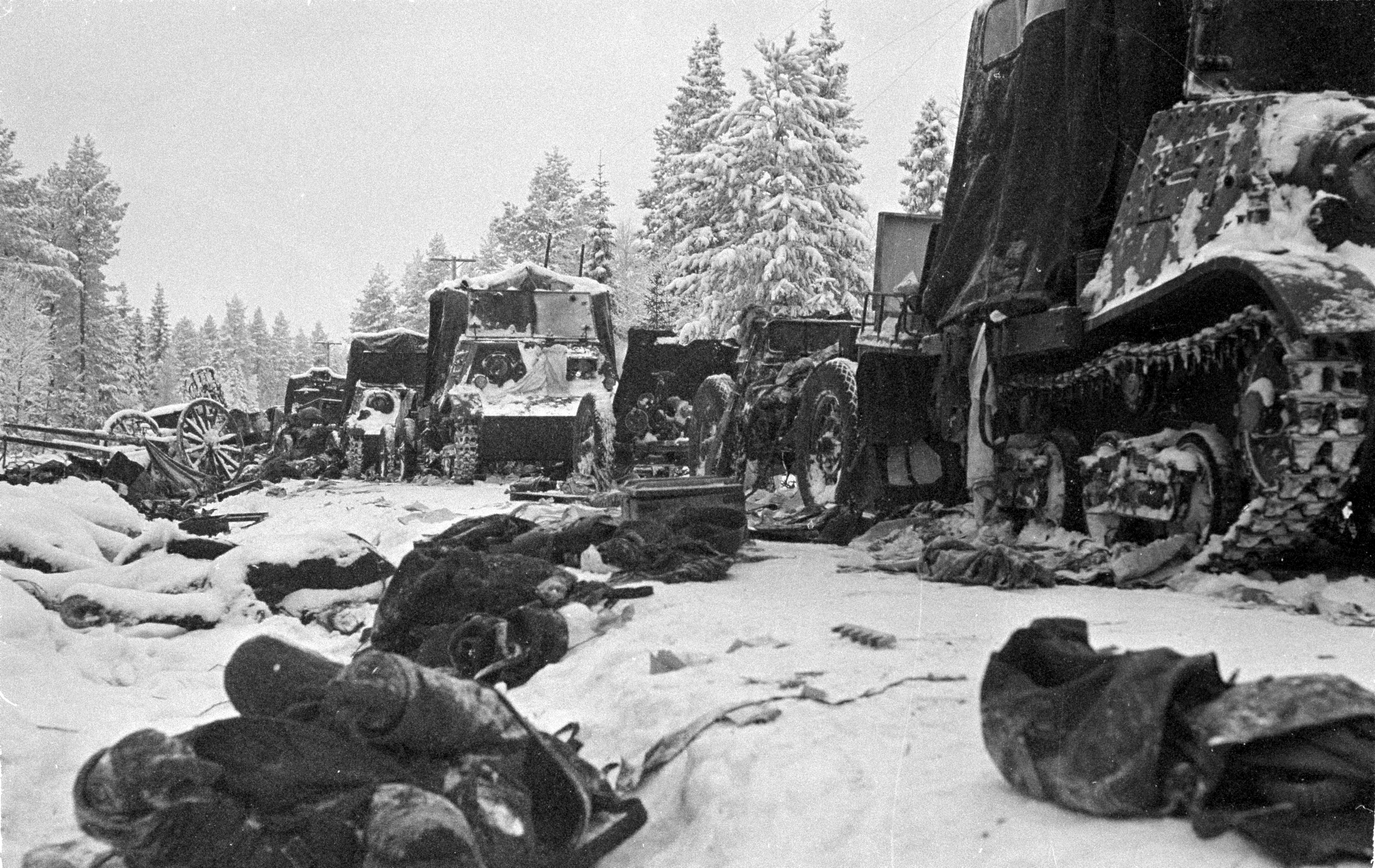
Tropas soviéticas después del incidente de la carretera Raate.

El 23 de agosto de 1939, el mundo se sorprendió, cuando la Unión Soviética y Alemania, enemigas ideológicas, firmaron el Pacto Molotov-Ribbentrop, que estipulaba que no habría agresión entre los dos países por 10 años. Una cláusula secreta indicaba el repartimiento de los países de Europa Oriental entre los países firmantes. Finlandia quedó en la esfera de influencia soviética.
Pero tanto Stalin como Hitler sabían que era cuestión de tiempo para que el citado pacto fuera roto. Por ende, en abril de 1938 los soviéticos iniciaron negociaciones diplomáticas con Finlandia con el objetivo de desarrollar una defensa unida contra Alemania. Cuando los militares soviéticos se percataron que la frontera finesa estaba a solo 32 kilómetros de Leningrado, siendo una potencial base para una invasión germana hacia esa ciudad, la Unión Soviética envió solicitudes a Finlandia para intercambiar territorio, solicitudes que para otoño de 1939 se habían convertido en demandas. Cuando el gobierno finés rehusó aceptar, la Unión Soviética simuló un ataque finlandés en la frontera y el 30 de noviembre de 1939 atacó a Finlandia con 23 divisiones comandadas por Kliment Voroshílov. Finlandia solo contaba con 9 divisiones comandadas por Carl Gustaf Mannerheim.
Lo que estaba destinado a ser un paseo militar soviético se convirtió en una sangrienta batalla, donde las atrasadas tácticas de combate, la mala preparación para el clima polar y la incompetencia de los oficiales soviéticos llevaron al Ejército Rojo a sufrir derrotas vergonzosas contra un enemigo numéricamente inferior, pero que había implementado a la perfección las tácticas de guerrilla en la nieve.
En la batalla de Suomussalmi, los soviéticos perdieron dos divisiones completas frente a una fuerza finesa minúscula, sin embargo, esta derrota marcó un cambio de rumbo en la forma que Stalin manejaba la guerra. Inmediatamente, éste ordenó la remoción de sus cargos a los principales jefes militares, incluyendo a su amigo Voroshilov, que fue reemplazado por Semión Timoshenko, también amigo de Stalin.
Los reemplazos fueron oficiales más competentes pero que habían sido relegados en la Gran Purga por no pertenecer al Partido Bolchevique. En pocas semanas, el ejército soviético, mejor equipado y comandado, logró aplastar finalmente a los defensores fineses, que tuvieron que pedir un armisticio. Sin embargo, a pesar de sufrir muchas bajas, Finlandia se ganó el derecho a negociar y logró conservar su autonomía, quedando definitivamente fuera de la esfera de poder de la Unión Soviética. Finlandia perdió todo territorio alrededor del lago Ladoga, incluyendo a la ciudad de Vyborg. También cedió territorios en el norte, el centro e islas en el golfo de Finlandia.

## Campaña de Noruega e Invasión de Dinamarca
En la primavera de 1939, los aliados empezaron a considerar a Escandinavia como un eventual teatro de operaciones, sin embargo no se atrevían a abrir un segundo frente sí existía la posibilidad de que Alemania abriera el frente occidental. Dándose cuenta de que Alemania dependía en gran manera del hierro de Suecia, los aliados decidieron establecer un bloqueo, que indirectamente debilitaría a Alemania. En febrero de 1940, el buque cisterna alemán Altmark fue abordado por un destructor británico en aguas noruegas, lo que era un delito contra la neutralidad de Noruega. Esta violación convenció a Hitler de que era cuestión de tiempo el que los ingleses invadieran Noruega y luego Suecia, por lo que decidió invadirla primero.
El 9 de abril de 1940, la Wehrmacht ejecutó la Operación Weserübung, que incluía la invasión de Dinamarca y de Noruega. Alemania logró rápidamente la rendición danesa al amenazar con bombardear Copenhague, pero asegurar la ocupación de Noruega fue un asunto más complejo.
Debido a la debilidad de la flota de superficie de la Kriegsmarine, se permitió que tropas inglesas y francesas desembarcaran en Namsos y Åndalsnes, solo para tener que reembarcar al ser repelidas por las fuerzas germanas. Solamente en Narvik las fuerzas navales británicas vencieron a las fuerzas alemanas, realizándose a continuación una campaña terrestre, sin embargo, los británicos no pudieron seguir explotando su victoria ya que la derrota de Francia en 1940 los obligó a abandonar Noruega.
La invasión de Noruega por Alemania aseguró el suministro de hierro sueco durante el resto de la guerra, además se utilizaron las bases noruegas como punto de partida de los bombarderos y cazas de la Luftwaffe que participaron en la batalla de Inglaterra. Sin embargo, 300 mil soldados alemanes permanecieron en Noruega inactivos, unas fuerzas que hubieran sido muy útiles en otros frentes más activos, como el Frente Oriental.
Noruega y Dinamarca fueron liberadas al finalizar la guerra en mayo de 1945, ya que los aliados jamás intentaron recuperarlas de nuevo durante la misma. Se ha criticado mucho a los noruegos y a los daneses por su papel sumiso en la ocupación, ya que a diferencia de Francia y Polonia, en estos países jamás se organizó una resistencia significativa. Por otro lado, la ocupación alemana fue más severa en estos últimos países, ya que los nazis creían que los polacos eran subhumanos y que los habitantes de Escandinavia eran los arios más puros del planeta.

## Guerra de Continuación

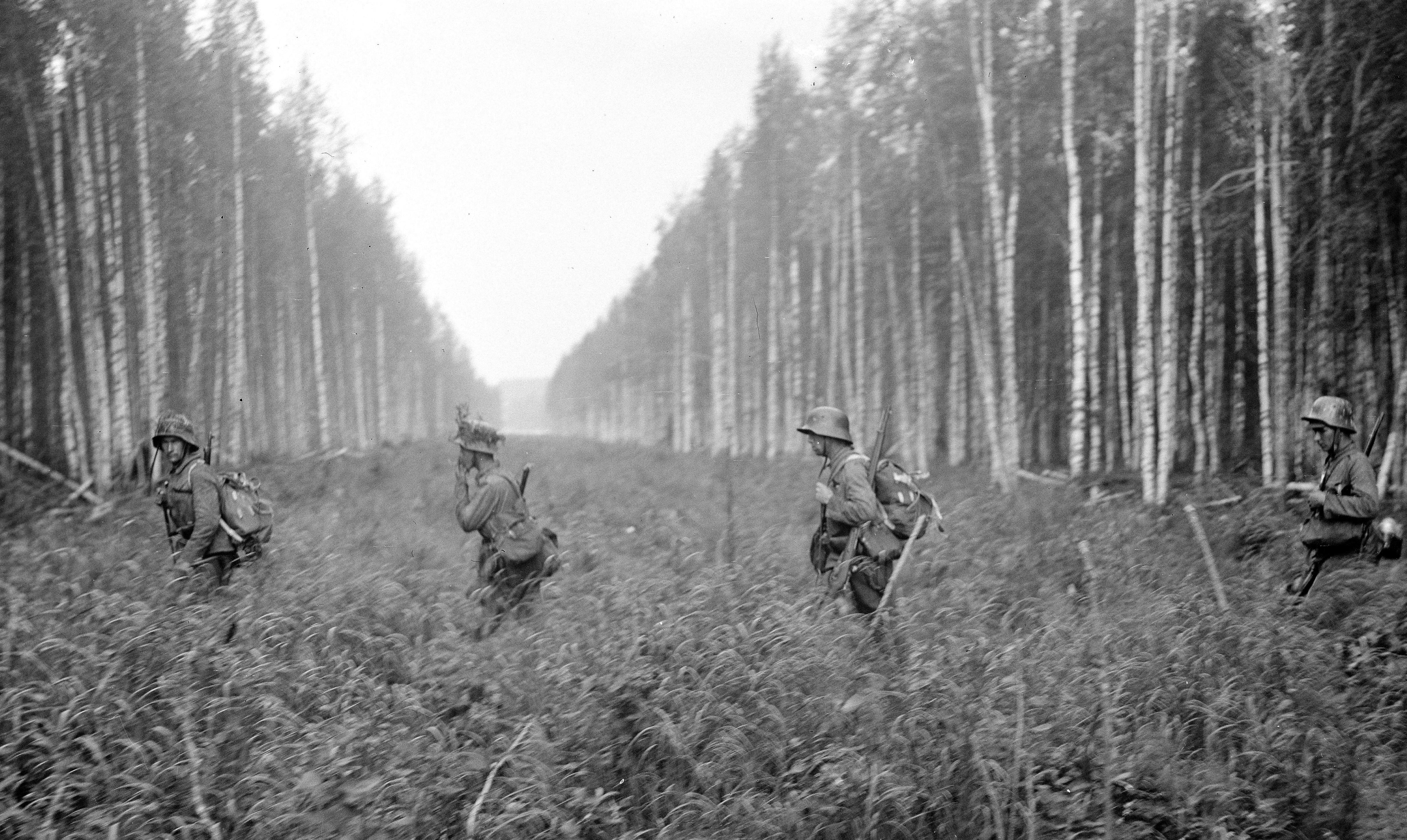
Tropas finesas cruzan la frontera soviética durante la Guerra de Continuación.

Como su nombre lo indica, esta guerra fue la continuación de la guerra de Invierno de 1940. A pesar de que Finlandia logró mantener su autonomía, la Unión Soviética se inmiscuyó varias veces en su política interna, generando resentimiento en la opinión pública finlandesa, que empezó a creer que los deseos de expansión de Stalin no estaban calmados del todo.
Aprovechándose de este rencor, el gobierno alemán sugirió al gobierno finés que cuando la invasión de la Unión Soviética empezara, estuvieran de su lado. El gobierno finés accedió y permitió que tropas alemanas se movilizaran a Petsamo.
El 22 de junio de 1941, se inició la operación Barbarroja, cuyo objetivo era la conquista alemana de la Unión Soviética. Cuando este país se enteró de la existencia de tropas alemanes en Finlandia, empezó a atacar desde el aire a varias ciudades finesas. Apoyados por las fuerzas alemanes, las divisiones finesas avanzaron hasta el lago Ladoga, cuyas costas habían perdido en 1940, y no se detuvieron hasta llegar al istmo de Carelia. Sin embargo, el gobierno finés se negó a seguir adelante, a pesar de que Alemania le presionaba para que participara en el sitio de Leningrado. Desde 1942 hasta el final de la guerra con la Unión Soviética, Finlandia no avanzó más, conformándose con mantener el territorio ganado. Además, el gobierno finés se negó a extraditar a los judíos a Alemania, y hasta les permitió participar en el ejército.
Después del desastre alemán en Stalingrado en 1943, Finlandia empezó a intentar negociar la paz con la Unión Soviética. El 9 de junio de 1944, este país expulsó a los finlandeses del lago Ladoga. Los alemanes empezaron a prepararse para escapar de Finlandia, porque sabía que este país los traicionaría pronto. El propio Mannerheim les había advertido tiempo atrás que si los alemanes eran expulsados de Estonia, Finlandia negociaría la paz. En efecto, el 19 de septiembre la Unión Soviética y Finlandia firmaron un armisticio, y este país le declaró la guerra a Alemania poco después.
La decisión de Finlandia de aliarse con Alemania es discutida todavía entre los historiadores, ya que muchos creen que si no lo hubiera hecho, de todas formas hubiera sido arrastrada a la guerra por uno de los dos bandos, pero esta vez sin contar con un poderoso aliado.

## Guerra de Laponia

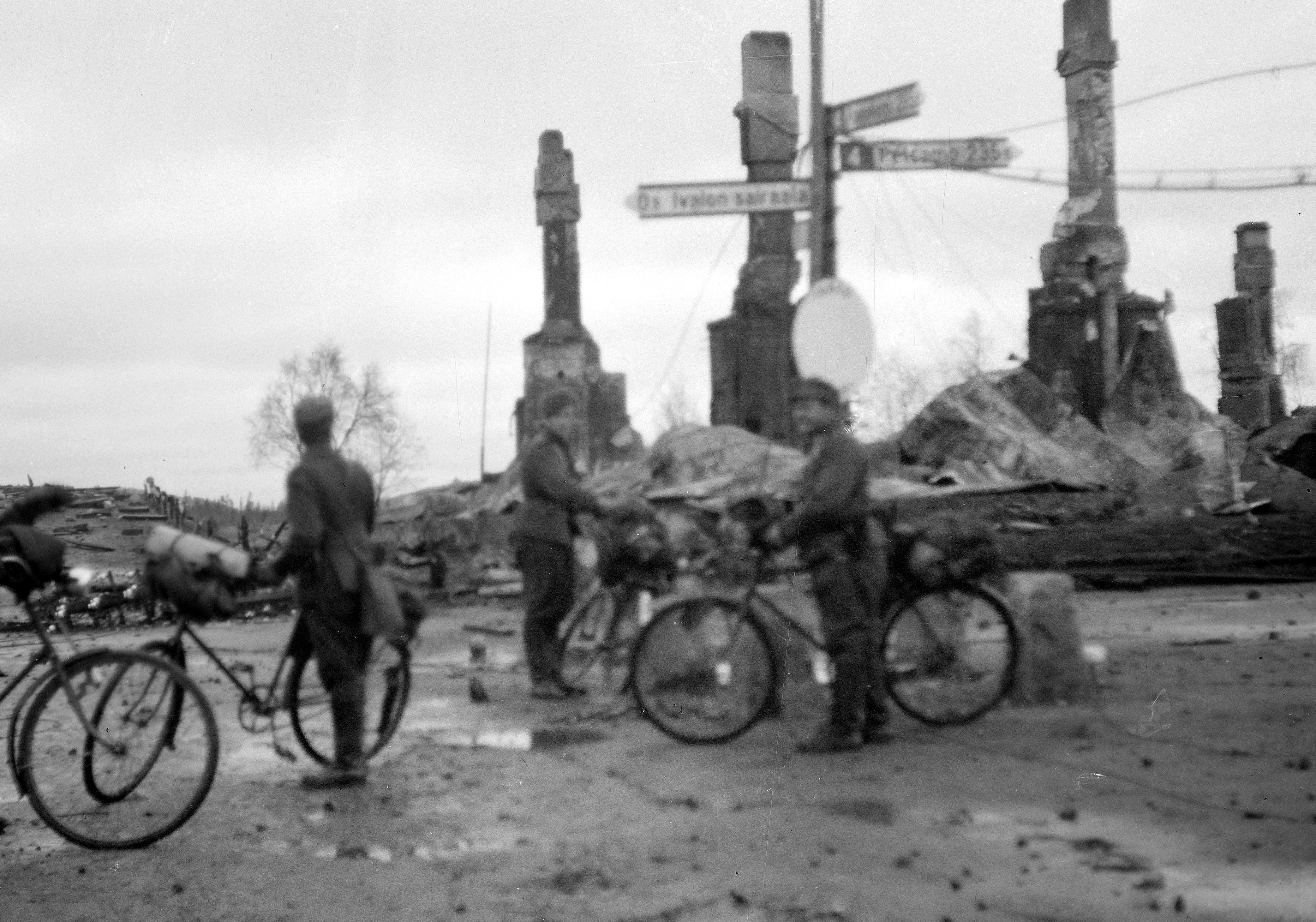
Tropas finesas en una villa arrasada en Laponia.

Una de las condiciones del armisticio firmado por Finlandia y la Unión Soviética en 1944, estipulaba que Finlandia debería expulsar a todas las tropas alemanas de su territorio. Los alemanes ya habían previsto esto y habían construido varias carreteras hacia el norte de Finlandia, atravesando Laponia, por donde pensaban escapar.
En septiembre de 1944 empezó el ataque finés, y el comandante en jefe de las fuerzas alemanes en Finlandia, el general Lothar Rendulic llevó sus tropas hacia Noruega por el norte, practicando la táctica de tierra quemada, destruyendo a su paso toda aldea y ciudad finesa, incluyendo a Rovaniemi, dejando a 100 mil fineses a la intemperie.
Las últimas tropas alemanas fueron expulsadas en abril de 1945, pocos días antes de que finalizara la guerra en Europa, para este momento el ejército de Finlandia había sido desmovilizado por la Unión Soviética, y solo 600 soldados habían obtenido permiso para seguir la lucha.
Lothar Rendulic fue condenado a 20 años de prisión por sus crímenes contra los civiles de Laponia, si bien solo cumplió tres.

## Consecuencias
El norte de Europa fue un frente secundario de la Segunda Guerra Mundial, de poco significado en el panorama mundial, si bien alteró de forma permanente las relaciones entre los países nórdicos y el resto de Europa. La guerra de Invierno puede considerarse una lección que Stalin pagó para conocer la eficiencia de sus tropas en la guerra moderna, que hubiera sido más costosa si la guerra hubiera sido contra Alemania. Si bien Noruega, Finlandia y Dinamarca fueron ocupadas en la guerra, los maltratos que recibió la población civil tanto por parte de los alemanes como de los soviéticos, palidecen ante los que sufrieron otras poblaciones europeas.
Al final, tanto Dinamarca y Noruega recobraron su independencia y la monarquía continuó en cada país. Finlandia también mantuvo su independencia, si bien tuvo que pagar un precio más alto: 26.662 muertos y 39.886 heridos en la Guerra de Invierno, 58.715 muertos o desaparecidos y 158 mil heridos en la Guerra de Continuación, y 774 muertos y 3 mil heridos en la Guerra de Laponia. Además de restablecer las fronteras de 1940, Finlandia debió ceder toda el área alrededor de Petsamo, perdiendo definitivamente su salida al mar de Barents, además tuvo que prestar la península de Porkkala a la Unión Soviética hasta 1956.